# Ardeola
Ardeola és un gènere d'aus de la família dels ardèids (Ardeidae). L'única espècie que habita als Països Catalans és el martinet ros, nom que hom fa extensiu a la resta d'espècies.

## Morfologia
- Fan 40-50 cm de llargària, amb una envergadura de 80-100 cm.

El bec i el coll són relativament curts per a la seva família.
Generalment, el plomatge és beix o marró a les parts superiors, i de colorit o amb ratlles a la gola i al pit. A l'estiu, els adults poden tenir llargues plomes al coll.
L'aspecte en vol és d'un ocell més blanc, a causa de les ales blanques per sota.

## Hàbitat i distribució
La major part d'espècies viuen en aiguamolls pantanosos de zones tropicals del Vell Món, però el martinet ros habita Europa meridional i l'Orient Mitjà i passa en hivern a l'Àfrica.

## Reproducció
Nien en petites colònies, sovint amb altres aus. Els nius són plataformes de branquillons als arbres o arbustos, on ponen 2-5 ous.

## Alimentació
Aquests agrons s'alimenten d'insectes, peixos i amfibis.

## Taxonomia
S'han descrit sis espècies dins aquest gènere:
- martinet ros de la Xina (Ardeola bacchus).
- martinet ros de l'Índia (Ardeola grayii).
- martinet ros de Madagascar (Ardeola idae).
- martinet ros comú (Ardeola ralloides).
- martinet ros ventre-roig (Ardeola rufiventris).
- martinet ros de Malàisia (Ardeola speciosa).